# Смирнов, Валерий Вениаминович
Валерий Вениаминович Смирнов (7 марта 1937, Таганрог, Азово-Черноморский край — 27 декабря 2002) — советский и украинский учёный-микробиолог и вирусолог, доктор медицинских наук, заслуженный деятель науки Украины, дважды лауреат Государственной премии в области науки и техники, академик Национальной академии наук Украины (с 28.03.1985), директор Института микробиологии и вирусологии им. Д. К. Заболотного НАН Украины, президент Общества микробиологов Украины, председатель экспертной комиссии по противомикробных, противовирусных и противопаразитарных лекарственных средств Государственного фармакологического Центра МЗ Украины, председатель Республиканского совета по проблеме «Биотехнология», главный редактор «Микробиологического журнала».

## Биография
Родился 7 марта 1937 года в городе Таганрог Ростовской области РСФСР.
В 1961 году окончил Днепропетровский медицинский институт. С 1962 по 1974 годы работал заместителем директора завода бактерийных препаратов НИИ эпидемиологии и микробиологии МЗ Украины (Днепропетровск). С 1974 по 1977 годы — на посту директора НИИ микробиологии и эпидемиологии Минздрава Украины (Львов).
В 1977 года — директор Института микробиологии и вирусологии имени Д. К. Заболотного НАН Украины. Одновременно с 1992 по 2001 год заведовал кафедрой микробиологии и общей иммунологии биологического факультета Национального университета имени Т. Г. Шевченко.

## Научная деятельность
Основная часть научной деятельности Валерий Смирнова была связана с фундаментальными исследованиями пробиотиков и антимикробных веществ бактерий и высших растений, изучением закономерностей их образования, различных сторон биологической активности, механизма действия. Он разработал научные основы конструирования, биотехнологии и использования биопрепаратов из живых культур аэробных спорообразующих бактерий, расшифровал механизмы действия пробиотиков, в том числе связанные с транслокацией микроорганизмов из желудочно-кишечного тракта до крови и органов теплокровных. Под его руководством были изолированы, исследованы и защищены патентами новые антибиотические вещества, образуемые бактериями и высшими растениями, создано и выпущено около 10 антимикробных препаратов для медицины, ветеринарии и растениеводства, которые широко используются, в том числе и за рубежом. Большое внимание Валерий Смирнов уделял созданию и развитию Украинской Коллекции Микроорганизмов.
Автор более 400 научных работ, семи монографий и учебника для высших учебных заведений.

## Награды
- 1984 — Премия НАН Украины имени Д. К. Заболотного заза монографию «Спорообразующие аэробные бактерии — продуценты биологически активных веществ».
- 1987 — Государственная премия УССР в области науки и техники за разработку научных основ использования бактерий в качестве лечебно-профилактических средств и создание на этой основе препарата «Бактерин-SL».[3]
- 1995 — Государственная премия Украины в области науки и техники за цикл работ «Теоретическое обоснование, конструирование, освоение промышленного производства и внедрение в клиническую практику принципиально нового медицинского пробиотика Биоспорина».[3]
- 1994 — Премия НАН Украины имени А. В. Палладина за монографию «Жирнокислотные профили бактерий, патогенных для человека и животных».[4]
- 2000 — Премия президентов академий наук Украины, Белоруссии и Молдовы за работу «Подготовка и публикация каталогов Украины и Белоруссии коллекции культур микроорганизмов».